# Abraham Guem
Abraham Guem (Yirol, 29 aprile 1999) è un atleta sudsudanese.
Ha partecipato ai Giochi di Tokyo 2020, gareggiando negli 1500 metri piani e rappresentando il suo Paese come Portabandiera nella cerimonia di apertura dei Giochi.

## Palmarès
| Anno | Manifestazione      | Sede     | Evento       | Risultato   | Prestazione | Note                          |
| ---- | ------------------- | -------- | ------------ | ----------- | ----------- | ----------------------------- |
| 2021 | Giochi olimpici     | Tokyo    | 1500 m piani | Batteria    | 3'40"86     | Miglior prestazione personale |
| 2023 | Mondiali            | Budapest | 1500 m piani | Batteria    | 3'37"85     | Miglior prestazione personale |
| 2024 | Giochi panafricani  | Accra    | 1500 m piani | 5º          | 3'41"05     |                               |
| 2024 | Campionati africani | Douala   | 1500 m piani | 4º          | 3'39"28     |                               |
| 2024 | Giochi olimpici     | Parigi   | 800 m piani  | Ripescaggio | 1'49"45     |                               |